# Collinsonia elsholtzioides
Collinsonia elsholtzioides là một loài thực vật có hoa trong họ Hoa môi. Loài này được (Merr.) Harley mô tả khoa học đầu tiên năm 2003.